# Kyōsei Tsukui
Kyōsei Tsukui (jap. 津久井 教生 Tsukui Kyōsei; właściwie Tsukui Norio, ur. 27 marca 1961 w Tokio) – japoński seiyū pracujący dla 81 Produce. Ma 164 cm wzrostu.

## Wybrane role głosowe
- Angel Densetsu (OVA) – Yuji Takehisa
- Bakuryû Sentai Abaranger – Yatsudenwani
- Beet the Vandel Buster – Benchura
- Beet the Vandel Buster Excellion – Tonga
- Black Blood Brothers – Johan Tsang
- Chibi Maruko-chan – Sekiguchi-kun
- Cyber City Oedo 808 (OVA) – Versus
- Dash! Yonkuro – Kouji Jimi
- Digimon Tamers: The Adventurer's Battle – Labramon i Shisamon
- Fantasista Doll – Rinto Mikasa, nauczyciel (odc. 3)
- – Takuma Sotoma
- He Is My Master – Pochi
- Honō no Tōkyūji Dodge Danpei – Hayami
- Hunter × Hunter (TV 2011) – Baro, Bihorn, Flutter
- Kidō Butōden G Gundam – Michelo Chariot
- Kidō Shinseiki Gundam X – Mirra Doraido
- Maluda – Makoto Sakaguchi, ojciec Makoto
- Montana Jones – Chada
- Mutant Turtles: Superman Legend – Bebop
- O-bake no... Holly – Omawari-san
- Ojamajo Doremi – Kouji Senoo (ojciec Akiko)
- Perfect Blue (movie) – AD
- Psychic Force – Keith Evans
- Rozen Maiden – Detektyw Kun-Kun (odc. 2-3, 5-7), nauczyciel (odc. 4)
  - Rozen Maiden: Ouvertüre (special) – Detektyw Kun-kun
  - Rozen Maiden: Träumend – Detektyw Kun-kun i Demon Laplace'a
- Ryokunohara Labyrinth - Sparkling Phantom (OVA) – Ijima Masayoshi
- Ryusei Sentai Musumet – Yamato Shirai
- Saiyuki – Yaki
- S-CRY-ed – Straight Cougar
- Super Dan – Hayami
- Tajemnicze Złote Miasta – żołnierz
- Chōji Yumoto w:
  - Tamako Market
  - Tamako Love Story (movie)
- Tekken: The Motion Picture – Baek Doo San
- Trigun – Beremy (odc. 7-8), Steve
- Very Private Lesson(OAVA) – Okubo
- Xam'd: Lost Memories (ONA) – Jinichirou Nishimura
- Zombie-Loan – Hakka
- Lokomotywy Donald i Darek w serialu Tomek i przyjaciele (Seria 11-)

### Tokusatsu
- Gekisō Sentai Carranger – Zelmoda
- Seijū Sentai Gingaman – Chainzaws
- Kyūkyū Sentai GoGo Five – Spartan
- Hyakujū Sentai Gaoranger – Cellphone Org
- Bakuryū Sentai Abaranger – Yatsudenwani
- Tokusō Sentai Dekaranger – Niwande
- GoGo Sentai Boukenger – Kanadegami
- Juken Sentai Gekiranger – Sojo
- Engine Sentai Go-onger – Carrigator
- Tensou Sentai Goseiger – Namono-Gatari (Gatari)
- Kamen Rider Den-O – Crust Imagin
- Kaizoku Sentai Gokaiger vs. Uchuu Keiji Gavan: The Movie – Yatsudenwani